# 다비데 발라르디니
다비데 발라르디니(이탈리아어: Davide Ballardini, 1964년 1월 6일 ~ )는 이탈리아의 축구 감독이다. AC 체세나에서 선수 경력을 보냈으며, 최근에는 사수올로의 감독을 맡았다.
그는 아들 셋이 있으며 그들 모두 프로리그에 뛰고있거나 유스팀에 속해있다.

## 수상 경력

### 감독
라치오
- 수페르코파 이탈리아나: 2009